# دیوید هیبرت
دیوید هیبرت (انگلیسی: David Hibbert؛ زادهٔ ۲۸ ژانویهٔ ۱۹۸۶) بازیکن فوتبال اهل بریتانیا است.
از باشگاه‌هایی که در آن بازی کرده‌است می‌توان به باشگاه فوتبال تاموورث، باشگاه فوتبال پرستون نورث اند، باشگاه فوتبال تلفورد یونایتد، باشگاه فوتبال روترهام یونایتد، باشگاه فوتبال برادفورد سیتی، باشگاه فوتبال پیتربورو یونایتد، باشگاه فوتبال نانیتون تاون، باشگاه فوتبال شروزبری تاون و باشگاه فوتبال پورت ویل اشاره کرد.